# Dálniční kaple

Česká dopravní značka IJ16 označující dálniční kapli

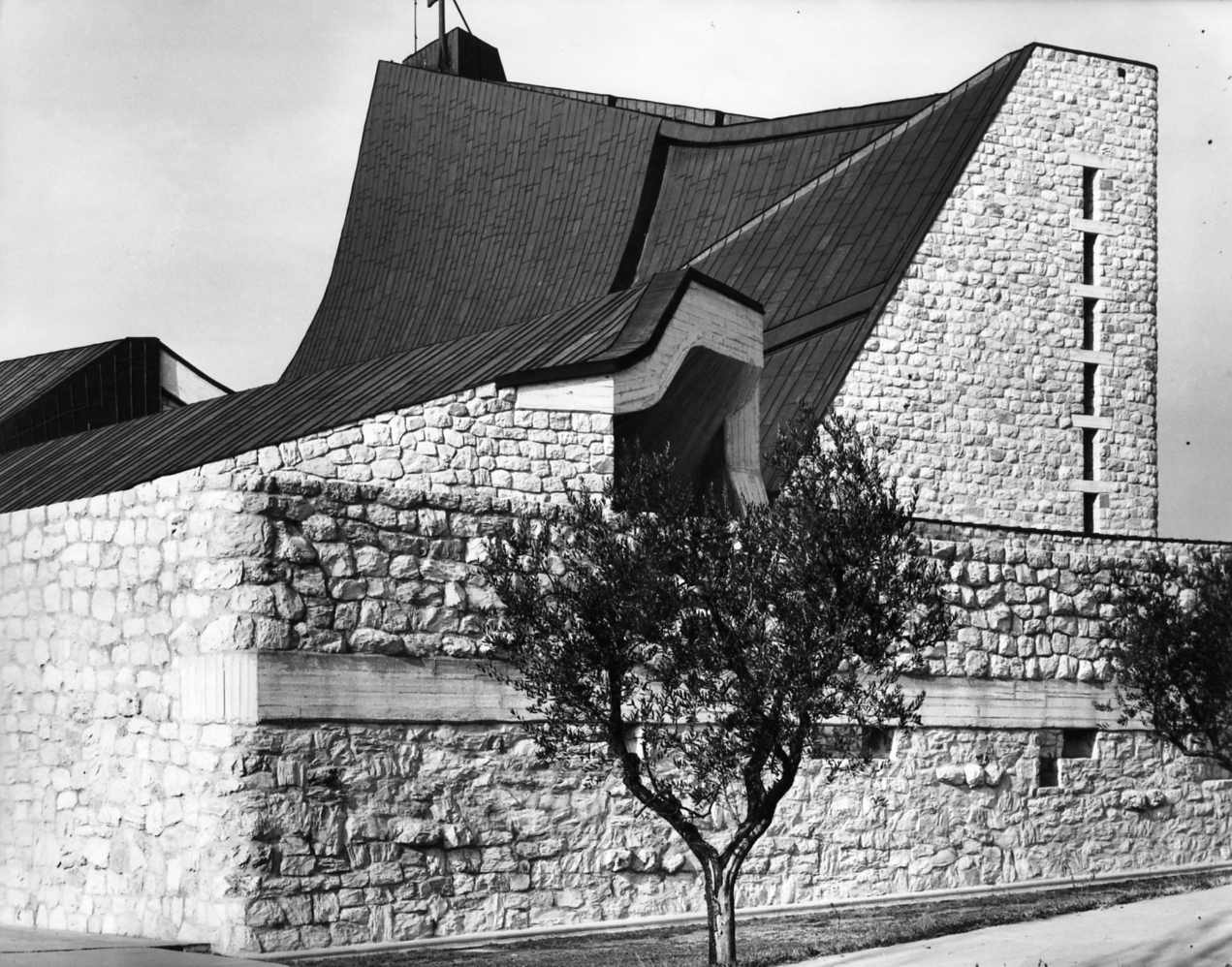
Kostel San Giovanni Battista, Dálnice A11, s názvem „Kostel dálnice“ (1960-64), navržený Giovannim Micheluccim a vyfotografován Paolem Montim

Dálniční kaple popřípadě dálniční kostel je kaple nebo kostel nacházející se v blízkosti dálnice a určená především pro motoristy cestující po dálnici. Poskytují návštěvníkům prostor ticha k uvolnění od stresu ze silničního provozu či k vzpomínce na oběti dopravních nehod. Rozšířené jsou hlavně v Německu, v Česku vznikla první dálniční kaple roku 2008 na dálnici D5 při odpočívce Šlovice u Plzně. Dálniční kaple navazují na dávnou tradici zřizování různých kapliček, křížů a božích muk při cestách; první dálniční kostel vznikl v roce 1958 na německé dálnici A8 u Augsburgu.
Dálniční kaple se může nacházet buďto na dálniční odpočívce nebo nedaleko výjezdu z dálnice. Mezi dálničními kaplemi jsou zastoupeny jak novostavby, tak starší kostely, které byly určeny k novému účelu. V některých případech je dálniční kostel současně farním kostelem místní komunity, jindy slouží pouze dálničnímu provozu a bohoslužby se zde nekonají vůbec nebo jen několikrát do roka, není zde trvale ani žádný duchovní ke zpovědi nebo k rozhovoru. Tyto kostely a kaple vznikají vždy z iniciativy jednotlivců, spolků, církví, nebo soukromých firem, a podle určení jejich zakladatelů patří buďto k určité církvi, avšak nejčastěji jsou ekumenické.
Neexistuje žádná ústřední správa dálničních kaplí, jejich vydržování je také záležitostí jejich zřizovatelů. Přesto však existují určitá doporučení, jaké podmínky by dálniční kostel nebo kaple měly splňovat. Za prvé by se měly nacházet na dálniční odpočívce nebo nejdále 1 km od dálničního výjezdu, a cesta k nim by měla být náležitě vyznačena. Měly by mít parkoviště, toalety, odpadkové koše, bezbariérový přístup; měly by být přístupné i pro místní chodce a cyklisty; měly by být otevřeny každý den od rána do večera; měly by pojmout alespoň 20 lidí; jejich výzdoba by měla být prostá.